# Frederick S. Miller
Frederick S. Miller (Lima, 12 december 1930 – Evanston, 1 februari 2006) was een Amerikaans componist, muziekpedagoog, dirigent en trombonist.

## Levensloop
Miller speelde al vroeg de trombone. Toen hij zijn militaire dienst van 1948 tot 1952 doorliep was hij lid in een harmonieorkest van de United States Navy in Charleston (North Carolina). Straks na zijn militaire dienst in 1952 begon hij muziek te studeren aan de Northwestern-universiteit in Evanston en behaalde zowel zijn Bachelor of Arts in muziekopleiding in 1957 alsook zijn Master of Arts in 1958. Hij was van 1958 tot 1963 docent en instructeur voor koperblaasinstrumenten alsook dirigent aan de Universiteit van Arkansas in Fayetteville. In 1964 ging hij terug aan zijn Alma Mater en werd geassocieerd hoofd van de muziekafdeling aan de Northwestern-universiteit in Evanston. In 1974 voltooide hij zijn studies aan de Universiteit van Iowa in Iowa City en promoveerde tot Ph.D. (Philosophiæ Doctor) in muziekuitvoering en literatuur. 
In het volgende jaar werd hij Professor in muziek en hoofd aan de School of Music van de DePaul-universiteit in Chicago. Hij doceerde orkestratie, orkestdirectie, muziekopleiding en literatuur voor blaasorkesten, onderzoek en research voor koperblaasinstrumenten en hun uitvoering, maar vooral bracht hij het niveau van deze institutie zeer hoog, zo dat het in de hele Verenigde Staten bekend en gewaardeerd werd. Hij was rond 20 jaar in deze functie en werd in 1996 opgevolgd door Donald Casey. 
Miller was van 1991 tot 1994 voorzitter van de "National Association of Schools of Music". Verder was hij lid van de Music Educators National Conference, van het bestuur van de componisten-broederschap Society of Pi Kappa Lambda, de componisten-broederschap Phi Mu Alpha en de American Society of Composers, Authors and Publishers. 
Als componist schreef hij werken voor verschillende genres. Miller was een veelgevraagd jurylid bij orkestwedstrijden en een eveneens gevraagd gastdirigent bij orkesten in het Middenwesten en het Zuiden van de Verenigde Staten. 
Hij was sinds 1959 gehuwd met de muzikante en medestudente Florence Mistak. 

## Composities

### Werken voor harmonieorkest
- 1958 Procession and Interlude
- 1969 Willie's Rock